# 압델카데르 게잘
압델카데르 모하메드 게잘(아랍어: غزال القادر عبد, 프랑스어: Abdelkader Mohamed Ghezzal, 1984년 12월 5일 ~ )은 알제리의 전 축구 선수로 포지션은 스트라이커, 미드필더이다.

## 국가대표 경력
게잘은 2008년 국가대표팀에 데뷔해 2010년 아프리카 네이션스컵, 2010년 FIFA 월드컵에 출전하였다.
특히 슬로베니아와의 첫 경기에서 후반 13분에 교체로 투입되면서 월드컵 데뷔전을 가졌다. 그러나 1분 후 상대 선수의 팔을 잡아끌면서 경고를 받더니, 후반 26분에는 핸들링 파울을 범하면서 경고 누적으로 퇴장당했다. 그래서 수적으로 열세에 놓인 알제리는 후반 39분에 로베르트 코렌에게 결승골을 내주면서 패하고 말았다.

## 경력
- 2010년 아프리카 네이션스컵 국가대표
- 2010년 FIFA 월드컵 국가대표

## 수상
- 2010년 아프리카 네이션스컵 4위